# Hermannia suavis
Hermannia suavis är en malvaväxtart som beskrevs av Presl. Hermannia suavis ingår i släktet Hermannia och familjen malvaväxter. Inga underarter finns listade i Catalogue of Life.